# Вантов мост
Вантовите мостове са мостове с вантова конструкция.
Основната им пътна конструкция е свързана чрез наклонени носещи ванти с един или повече стълбове, издигащи се над нея. Обикновено се използват при мостове със значителни отвори, но по-малки, отколкото при висящите мостове.